# Julia Pierson

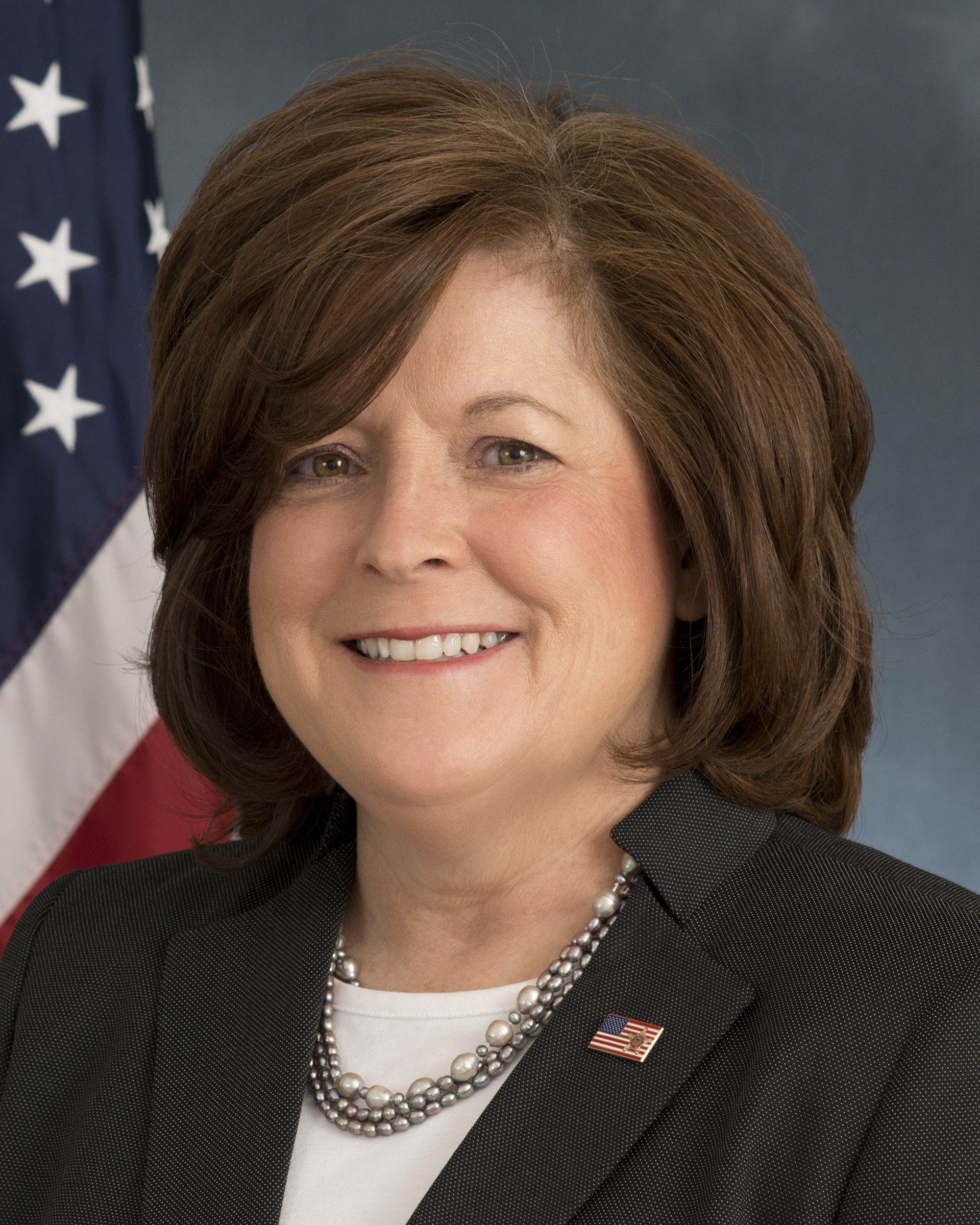
Julia Pierson (2014)

Julia A. Pierson  (* 21. Juli 1959 in Orlando, Florida) ist eine US-amerikanische Beamtin. Sie wurde am 27. März 2013 von US-Präsident Barack Obama als erste Frau zur Direktorin des United States Secret Service berufen.

## Leben
Nach dem Studium an der University of Central Florida arbeitete Pierson drei Jahre lang beim Orlando Police Department. 1983 wurde sie „Special Agent“ im Büro des Secret Service in Miami und war von 1985 bis 1988 in dessen Büro in Orlando beschäftigt. 2008 wurde sie Stabschefin, und am 27. März 2013 wurde sie die oberste Beamtin der Behörde, als Präsident Obama sie zur Nachfolgerin von Mark J. Sullivan bestimmte. Piersons Ernennung wurde als ein Zeichen von Obama gewertet, die Kultur innerhalb des von Männern dominierten Secret Service grundlegend zu verändern. Am 1. Oktober 2014 trat die Secret-Service-Chefin als Reaktion auf verschiedene Sicherheitspannen zurück. Ihr Nachfolger wurde Joseph Clancy.